# Louis Boisson
Louis Boisson, né le 15 janvier 1908 à Saint-Laurent-la-Vernède (Gard) et mort le 12 février 1991 au Tréport (Seine-Maritime), est un homme politique français.
Conseiller général et maire du Tréport, il est candidat aux élections législatives dans la deuxième circonscription de la Seine-Inférieure en 1946 sur la liste SFIO.

## Mandats
- Député de la neuvième circonscription de la Seine-Maritime (1962-1967)
- Conseiller général du canton d'Eu (1945-1982)
- Vice-président du conseil général de la Seine-Maritime
- Maire du Tréport (1944-1977)